# Кен Маєрс
Кен Маєрс (англ. Ken Myers, 26 серпня 1896 — червень 1974) — американський академічний веслувальник.
Олімпійський чемпіон 1932 року в складі парної двійки, срібний призер 1920 (розпашні четвірки зі стерновим), 1928 (одиночки) років.